# Sepdu
|  | Aquest article tracta sobre nomós XX de l'antic Egipte. Si cerqueu deïtat egipcia, vegeu «Sopdu». |

Sopdu o Sepdu o Sepdu-kemhes fou el nomós XX de l'antic Egipte, conegut també més tard com Phakusa (nom clàssic Aràbia). Fou el darrer nomós que es va crear i era a la part oriental, a l'est del braç oriental, entre Qantir i Bubastis. Es va segregar del nomós XVIII. La primera capital fou Per-Sopdu, al sud-est de la moderna Zagazig i de l'antiga Bubastis. El seu nom volia dir "La casa de Sopdu". Més tard la capital va passar a Arsinoe, la moderna Fakussa (Pakhussa o Phakusa). Sopdu, Sopedu, Soped o Sopedu-Horus), era el deu principal de la ciutat i del nomós, en forma de falcó, i com a guerrer protector de la frontera oriental. La seva adoració fou especialment viva durant la dinastia XXII.